# پیشینه پیدایش ضرب‌المثل‌ها

## تاریخ پیدایش امثال و حکم
آنچه به صورت علم در تاریخ ثبت شده است، اندیشه پیشگامان فلسفه در صدها سال قبل از میلاد مسیح می‌باشد. فلسفه قبل از سقراط ناظر بر علوم طبیعی بود و با اخلاقیات و دین و آئین مردم و سایر اعتقادات فکری و تربیتی آن دوران، کاری نداشت. فلاسفه تمام کوشش و توان خود را به بحث و بررسی در مورد علوم مادی و فعل و انفعالات طبیعی نموده و توجه خود را صرف علم‌الاشیاء می‌کردند. آنچه جزو علم و دانش آن زمان محسوب نمی‌شد اخلاقیات و اصول اخلاقی و آراء معنوی جامعه بود. علی‌رغم بی‌توجهی به این مهم، از بدو تشکیل اجتماعات شهری و تمدن‌های باستانی، حتی قبل از ظهور ادیان بزرگ، انسان‌ها به ضرورت اخلاق و ادبیات و فرهنگ وابسته به آن پی برده و به اهمیت آن در زندگی خود، آگاهی داشتند. امثال و حکم نیز قبل از طبقه‌بندی علوم و قرنها پیش از ظهور فلاسفه، وجود داشته است. انسان اجتماعی، از تشخیص میان خوب و بد عاجز نبوده است و بر اساس تجربه و برخورداری از اساطیر و داستان‌های موجود، طبق نیاز و شرایط خود، به ساختن ضرب‌المثل وعبارات و اصطلاحات اخلاقی پرداخته است. افکار سقراط در توسعه و رشد اخلاق نقش عمده دارد. وی اخلاق را مهم تر از سایر بخش‌های علوم و به‌طور کلی فلسفه نظری می‌داند. سیسرو گفته است که سقراط فلسفه را از آسمان به زمین آورد. این گفتار بدین معنی است که انسان را به عنوان مرکز ثقل و محور مباحثات فلسفی قرار می‌دهد. شاگردان سقراط یعنی ارسطو و افلاطون دنباله بحث اخلاق را گرفته و به آن شکل علمی و فلسفی دادند. علم اخلاق به خصوص مرهون مساعی ارسطو است که برای آن اصول و مبانی قائل شد و این قواعد را در دسترس مردم قرار داد.

## اولین مجموعه امثال و حکم
بر اساس متون تاریخی اولین بار ارسطو به‌جمع‌آوری امثال و حکم و تحقیق علمی آن اقدام نمود که متأسفانه رساله او بنام امثال و حکم∗، از بین رفته است. در یونان باستان فلاسفه، شعرا و نویسندگانی مانند: افلاطون، آپولونیوس، سوفوکلس، همر، ارسطوفن، آیشیلس، آیریپیدس و دیگران با به‌کار بردن «امثال» در آثار خود، آن را به‌عنوان بخشی از ادبیات، همردیف امثال سایره قرار داده‌اند. نویسنده گان و فلاسفه رومی مانند: پلاتوس، ترنس، سیسرو و هراس هم نوشته‌های خود را مزیّن به امثال و حکم نموده ولی هیچ‌کدام به‌جمع‌آوری یا تحقیق در پیرامون آن نپرداخته‌اند، ضمن اینکه اکثر مثل‌های موجود در ادبیات رومی، متکی بر امثال و حکم یونانی می‌باشد که بعدأ اروپائیان به‌ترجمه آنها اقدام نموده و به‌گنجینه فرهنگ عامیانه خود غنای بیشتری دادند. نویسندگان معاصر نیز با استفاده از ضرب‌المثل در آثار خود و تغییر آن‌ها بر اساس ولریسم، چهره‌ای طنزآمیز به‌ادبیات بخشیده‌اند. نویسندگانی چون برتولت برشت، گونتر گراس، مارتین والزر، اریش کستنر، هانس ماگنوس انسنبرگر و هاینریش بل در آلمان و صادق هدایت، محمدعلی جمالزاده، علی‌اکبر دهخدا، ایرج‌میرزا و عارف قزوینی و هنرمندان دیگر در ایران، به اشاعه ادبیات و فرهنگ مردمی همت گماشته‌اند.

## اولین گوینده ضرب‌المثل
در مورد پیدایش و رواج امثال و اصطلاحات مثلی هیچ گونه اطلاعی در دست نمی‌باشد. جملاتی که امروزه به‌عنوان امثال و حکم شناخته شده و در تکلم عموم جاری است، ابتدا گفتار لحظه‌ای و ترواش برق‌آسای اندیشهٔ انسان سخن‌گو بوده‌است که به‌لحاظ مؤثربودن، دقیق‌بودن و دلنشین‌بودن آن در ذهن شنونده حک و سپس تکرار شده است. اولین گویندهٔ یک عبارت مثلی به‌همان اندازه ناشناس است که گویندگان و نویسندگان اشعار فولکلوریک و اساطیر باستانی. کتب مقدس مانند تورات، انجیل و قرآن نه تنها یکی از چشمه‌های لایزال پند و اندرز می‌باشند بلکه بسیاری از امثال و حکم و اصطلاحات مثلی نیز از این منابع اخذ شده‌اند. اگر اناجیل عهد عتیق و جدید را به‌عنوان منبع امثال و حکم و اصطلاحات مثلی شناخته‌اند، به دلیل ترجمهٔ آگاهانهٔ آن به‌وسیله نابغهٔ زبان آلمانی، دکتر مارتین لوتر است. ترجمهٔ لوتر یک برگردان تحت‌اللفظی نیست بلکه تولدی دیگر از کتاب مقدس مسیحیان است که عناصر فرهنگی و ادبیات مردم آلمان (اروپا) در آن مؤثر بوده‌است. به‌روایتی دیگر، مارتین لوتر ابتدا انجیل را آلمانی کرد و پس آنگاه به‌مردم آلمان هدیه نمود.

## قدیمی‌ترین امثال و حکم
شایان ذکر است که حیات امثال و حکم به دوران قبل از کتابت و نوشتارهای ادیبانه باستانی رسیده که بعدأ به‌صورت نقل قول از گفتارهای نابنوشته در ادبیات عتیق ملل متمدن ضبط شده‌اند. کتیبه‌های متعلق به سومری‌ها که با خط میخی نوشته شده‌اند، حاوی امثال و حکمی هستند که محققین زبان‌شناس∗ به‌کشف و ترجمهٔ آن توفیق یافته‌اند. با توجه به‌مطلب فوق، هر اثر ادیبانه‌ای که ضابط امثال و حکم باشد، نباید بدون تحقیق و بررسی، منشأ و مبدأ آن مَثـَل تلقی گردد. بسیاری از امثال، پیش از اینکه در آثار نویسندگان یا شعرا ظاهر شوند، مدت‌ها در زبان و گویش عامیانه مردم رایج و سایر بوده‌اند و همانند افسانه‌ها و قصه‌ها، سینه به سینه نقل شده‌اند. در کنار منابع شفاهی و گویشی، اهمیت ضبط و نگارش ادبی امثال و حکم، امثال سایره و اصطلاحات مثلی را نباید نادیده گرفت. از این طریق نیز بسیاری از اشعار مردم‌پسند به‌لحاظ تکرار مداوم و انتشار آن‌ها در دور و نزدیک، به‌قلمرو امثال و حکم راه یافته و با اقبال مردم مواجه شده‌اند. اکثر قریب به‌اتفاق امثال و حکم اروپایی، ریشه در ادبیات قدیم یونان، روم و همچنین انجیل عهد قدیم و جدید دارد.

## آینده امثال و حکم
قرن بیستم نیز زمینه‌ای بسیار مناسب برای ایجاد مثل و عبارات مثلی به‌وجود آورده‌است. امثال و حکم و اصطلاحات مثلیِ ساخته‌شده در قرن نوزدهم و بیستم، در زبانهای غیر اروپائی نیز رواج یافته است ∗. در سال‌های اخیر به لحاظ توسعه تبلیغات و آگهی‌های تجارتی و استفاده از امثال به‌منظور کسب اعتبار برای کالاهای تجاری و نقش رسانه‌های گروهی، اصطلاحات و امثال جدیدی به مِنـَصّه ظهور رسیده، بنابراین دوران طرح و انتشار امثال و حکم به پایان نرسیده‌است.